# Лузан, Николай Николаевич
Николай Николаевич Лузан (род. 16 ноября 1951 год, Абинск, Краснодарский край, СССР) — русский советский писатель, прозаик, историк спецслужб, полковник контрразведки, член Союза писателей России. Дважды лауреат Премии ФСБ России за лучшие произведения в области литературы и искусства (2009 и 2013), а также ряда других литературных премий, в частности, Премии имени Грибоедова.

## Биография
Родился 16 ноября 1951 года в городе Абинске Краснодарского края.
С 1969 по 1974 год обучался в Харьковском высшем военном командно-инженерном училище. С 1974 года служил в Оренбургской области на различных офицерских должностях в частях РВСН СССР, в дальнейшем после окончания Высших курсов военной контрразведки КГБ СССР в Новосибирске, служил на различных оперативных должностях в органах военной контрразведки в частях РВСН России, в 1986 году завершил учёбу в Высшей школе КГБ СССР, полковник.
Свой первый литературный опыт Н. Н. Лузан проявил в екатеринбургской газете «Сыщик». Из-под пера Лузана вышли такие книги как: «Фантом на связь не выйдет» (2009), «Военная контрразведка: тайная война» (2010), «Призрак Пёрл-Харбора: тайная война», а также романы «О нём доложили Сталину», «Чертова дюжина контрразведки», «Смерш без легенд и мифов» и политический детектив «Операция Мираж» (2013), «Лубянка: подвиги и трагедии» (2014), «Drang nach Osten. Натиск на Восток» (2015), документальная публицистика «Контрразведка. Тайная война: деятельность отечественной военной конрразведки с 1918 по 1991 год» и «Военная контрразведка. Вчера. Сегодня. Завтра» (2019). В 2006 году за книгу «Загадка для Гиммлера» удостоился второй премии ФСБ. В 2009 году за роман «Фантом на связь не выйдет» и в 2013 году за серию художественных произведений о деятельности органов безопасности: повести «О нём доложили Сталину», политического детектива "Операция «Мираж», сборников очерков и рассказов о военных контрразведчиках «На службе отечеству» и «Смерть шпионам», Николай Николаевич Лузан был удостоен Премии ФСБ России за лучшие произведения в области литературы и искусства.
В 2011 году по роману Н. Н. Лузана «Фантом на связь не выйдет» (2009) был снят телевизионный, 8-серийный фильм Фантом (режиссёр Николай Викторов). Фильм рассказывает о деятельности российских спецслужб, которые предотвратили передачу американцам секретной информации о ракетном комплексе «Ясень-М» и разоблачивших секретного агента ЦРУ по прозвищу «Фантом». В 2012 году ещё одна из книг, написанных Николаем Лузаном, обрела жизнь на экране. В 2012 году по телеканалу «Звезда» был показан восьми серийный документальный фильм «Зафронтовые разведчики» о сотрудниках СМЕРШ (режиссёр Вера Кильчевская). В основу фильма легла книга Н. Н. Лузана «О нём доложили Сталину», а сам Лузан выступил в нём в роли эксперта.
На XVII Внеочередном съезде Союза писателей России избран в состав нового Правления Союза писателей России.

## Премии
- Дважды лауреат Премии ФСБ России за лучшие произведения в области литературы и искусства (2009[1] и 2013[2])
- Литературная премия имени А. Грибоедова (2008)
- Всероссийского конкурса журналистских и писательских произведений «Мы горды Отечеством своим» (2004).